# Sagliano Micca
Sagliano Micca é uma comuna italiana da região do Piemonte, província de Biella, com cerca de 1.676 habitantes. Estende-se por uma área de 14 km², tendo uma densidade populacional de 120 hab/km². Faz fronteira com Andorno Micca, Biella, Fontainemore (AO), Gaby (AO), Issime (AO), Miagliano, Piedicavallo, Pralungo, Quittengo, Rosazza, San Paolo Cervo, Tavigliano, Tollegno, Veglio.

## Demografia
| Variação demográfica do município entre 1861 e 2011                               |
|                                                                                   |
| Fonte: Istituto Nazionale di Statistica (ISTAT) - Elaboração gráfica da Wikipedia |